# ロバート・L・フィッシュ
ロバート・ロイド・フィッシュ（Robert Lloyd Fish, 1912年8月21日 – 1981年2月23日）は、アメリカのミステリー作家。フィッシュ名義の他にロバート・L・パイク（Robert L. Pike）のペンネームでも多数作品を発表している。短編小説の名手として知られる。
アーサー・コナン・ドイルのシャーロック・ホームズのパロディである、「シュロック・ホームズ・シリーズ」（後述）で有名。 
1963年『亡命者』でエドガー賞 処女長編賞を受賞。1972年、「月下の庭師」でエドガー賞短編部門を受賞。
1978年から、アメリカ探偵作家クラブ（MWA）の会長もつとめた。1981年、心臓発作により68歳で死去。

## 日本語訳が出版された著書

### シュロック・ホームズ・シリーズ
- シュロック・ホームズの冒険（The Incredible Schlock Homes ） 1966 シャーロック・ホームズのパロディ第1短編集 
  - 深町眞理子他訳　ハヤカワ・ミステリ 1969年
  - 深町眞理子他訳　ハヤカワ・ミステリ文庫 1977年3月
- シュロック・ホームズの回想（The Memoirs of Schlock Homes ） 1974　シャーロック・ホームズのパロディ第2短編集　深町眞理子訳　ハヤカワ・ミステリ文庫 1979年5月
- シュロック・ホームズの迷推理 英米短編ミステリー名人選集7（日本オリジナル編集）- 2つの短編集に収録されなかったシュロック・ホームズ物をすべて収録し、シリーズ外の短編も含む短編集。深町真理子他訳 (光文社文庫) 2000年3月

### 密輸人ケック・ハウゲンス・シリーズ
- 一万対一の賭け（The Wager）1974　- 唯一の長編	ＨＭＭ'79.9（短縮版）
- 密輸人ケックの華麗な手口（Kek Huuygens, Smuggler）	1976年　- 連作短編集
  - 田村義進訳、ハヤカワミステリ文庫 1980年10月

### 殺人同盟シリーズ
- 懐かしい殺人（The Murder League） 1968年
  - 『懐かしい殺人―パーシバル卿と殺人同盟』菊池光訳 (1972年) (日本リーダーズダイジェスト社 ペガサスノベルズ)
  - 『懐かしい殺人』菊池光訳、ハヤカワ・ミステリ文庫 1977年10月
- お熱い殺人（Rub-A-Dub-Dub (Death Cuts the Deck)） 1971年
  - 『お熱い殺人―パーシバル卿と殺人同盟』菊池光 訳 (日本リーダーズダイジェスト社 ペガサスノベルズ) 1972年
  - 『お熱い殺人』菊池光訳、ハヤカワ・ミステリ文庫 1977年12月
- 友情ある殺人（A Gross Carriage of Justice） 1979年
  - 『友情ある殺人』島田三蔵訳、ハヤカワ・ミステリ文庫 1981年4月

### ホセ・ダ・シルヴァ警部シリーズ
- 亡命者（The Fugitive ） 1962年 フィッシュの最初の長編
  - 佐倉潤吾訳、ハヤカワポケットミステリ 1963年

### クランシー警部補シリーズ
- ブリット（Mute Witness (Bullitt)） 1963年 ロバート・L・パイク名義 主人公をブリット警部補（スティーブ・マックイーン）に変えて1968年に映画化された
  - 渡辺栄一郎 ハヤカワ文庫NV 1977年8月

### 非シリーズ作品
- 銀行襲撃（Bank Job ） 1974年 ロバート・L・パイク名義
  - 信太英男訳、世界ミステリシリーズ 1978年10月
- トロイの黄金（The Gold of Troy） 1980年
  - 田中昌太郎訳 講談社 1982年4月

### 編著
- あの手この手の犯罪 アメリカ探偵作家クラブ傑作選（１）（Every Crime in the Book） 1975年 田村義進他訳 ハヤカワ・ミステリ文庫 1982年4月